# Statens institut för kommunikationsanalys
Statens institut för kommunikationsanalys, förkortat SIKA, var en svensk statlig myndighet under Näringsdepartementet (tidigare Kommunikationsdepartementet) för statistik och analys inom området transporter och kommunikationer. Sika (som tidigare hette Delegationen för prognos- och utvecklingsverksamhet inom transportsektorn) inrättades i Stockholm 1994 men flyttade under våren 2007 till Östersund. De uppgifter som myndigheten vid inrättandet fick hade tidigare legat hos den myndighet som idag heter Statens väg- och transportforskningsinstitut, vilken i och med utbrytningen blev ett renodlat forskningsinstitut.
Den 1 april 2010 lades SIKA ned. Det mesta av verksamheten flyttades över till den nya myndigheten Trafikanalys och en mindre del till den nya myndigheten Trafikverket.

## Verksamhet
SIKA hade det övergripande ansvaret för analyser av kommunikationer och av olika förändringar som görs inom området. De utvecklade metoder för prognoser, planering, nulägesanalyser och uppföljningar. De samordnade även infrastrukturplaneringen för Banverket, Vägverket, Sjöfartsverket och Luftfartsverket.
Institutet ansvarade även för statistik för följande områden:
- Vägtrafik
- Bantrafik (järnväg)
- Sjöfart
- Luftfart
- Postverksamhet
- Televerksamhet
- Kommunikationsvanor
- Kollektivtrafik
- Samhällsbetalda resor

## Generaldirektörer
- Kjell Dahlström, 2004-2009
- Brita Saxton, 2009-2010